# Wendlandia paedicalyx
Wendlandia paedicalyx är en måreväxtart som beskrevs av Charles-Joseph Marie Pitard. Wendlandia paedicalyx ingår i släktet Wendlandia och familjen måreväxter.
Artens utbredningsområde är Vietnam. Inga underarter finns listade i Catalogue of Life.